# José María Caro Rodríguez

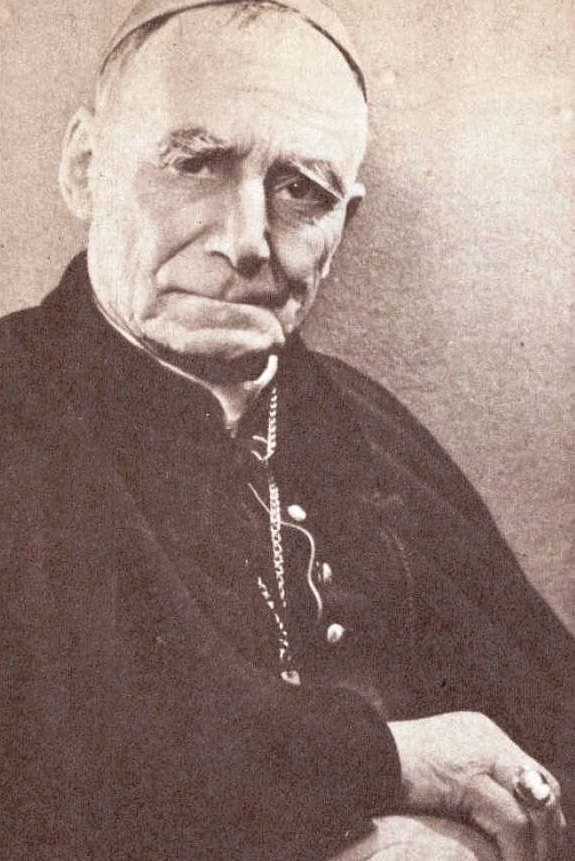
José María Caro Rodríguez (um 1950)

Kardinalswappen

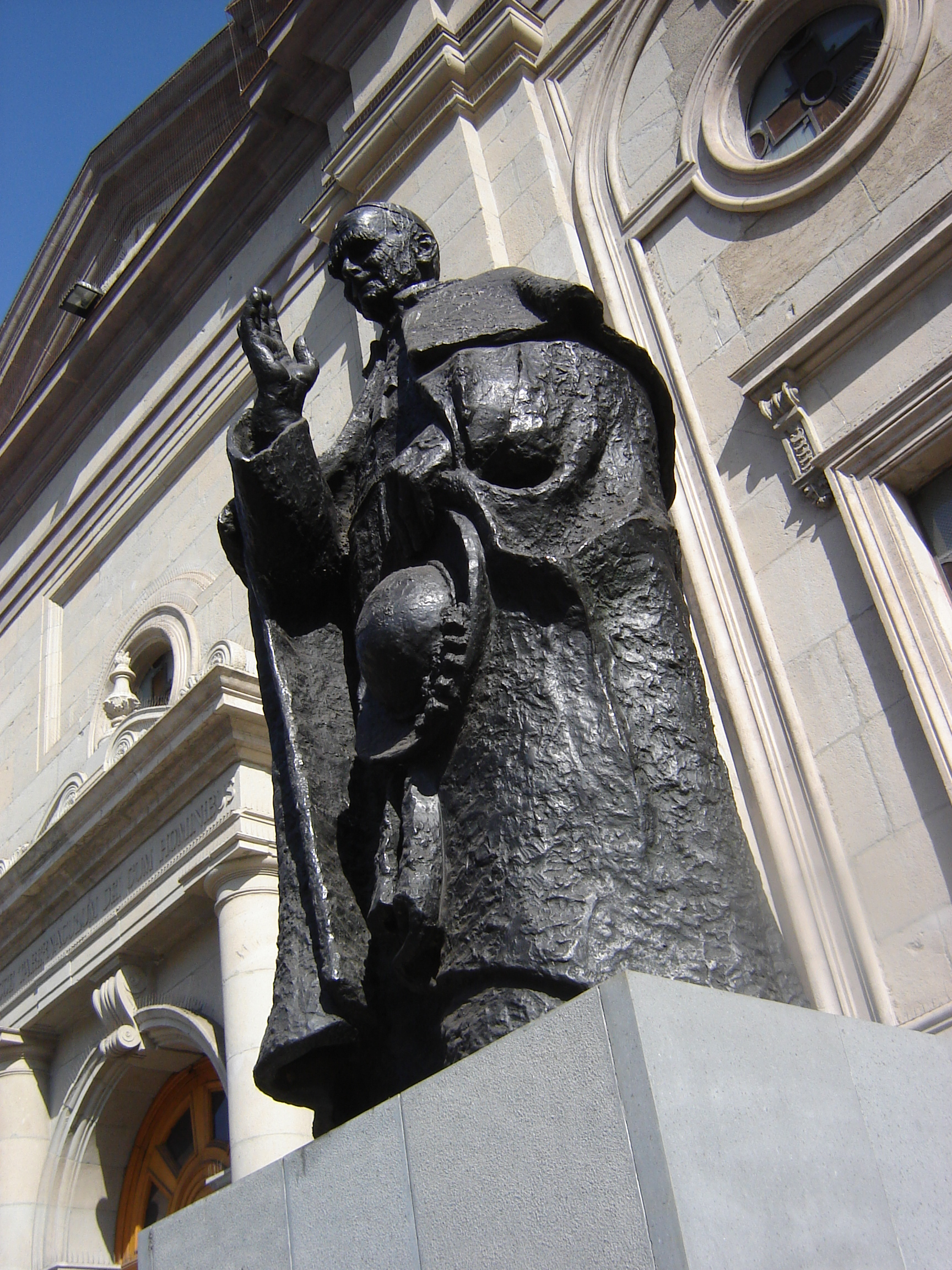
Statue des Kardinals vor der Catedral Metropolitana de Santiago

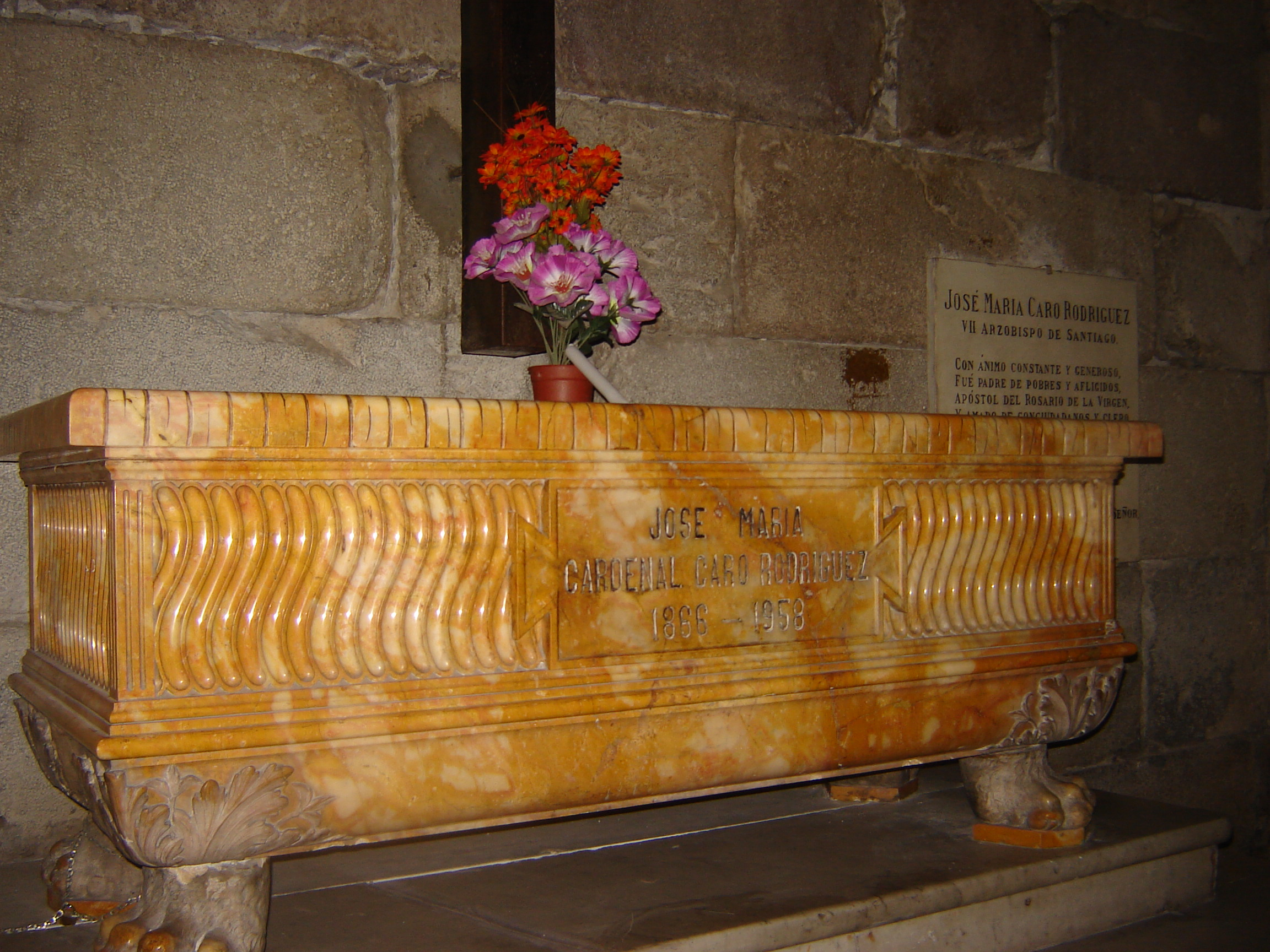
Sarkophag in einer Kapelle im rechten Seitenschiff der Catedral Metropolitana de Santiago

José María Kardinal Caro Rodríguez (* 23. Juni 1866 in San Antonio de Petrel, Pichilemu, Región del Libertador General Bernardo O’Higgins; † 4. Dezember 1958 in Santiago de Chile) war ein chilenischer Geistlicher und römisch-katholischer Erzbischof von Santiago de Chile.

## Leben

### Jugend und frühe Jahre des Priestertums
José María Caro Rodríguez war das vierte von neun Kindern von José María Caro Rodríguez Martínez, des örtlichen Bürgermeisters, und seiner Frau. Er besuchte die Schule in Ciruelos, zu der er jeden Tag fünf Kilometer gehen musste. Zur gleichen Zeit erwarb Ramón Jiménez Saavedra, ein Kanoniker des Domkapitels von Santiago, einen Bauernhof in der Nähe, wo er in den Sommermonaten täglich die Messe feierte. Der junge José María ministrierte ihm.
Bald schlug ihm der Kanoniker die priesterliche Laufbahn vor. Im März dieses Jahres reiste er mit seinem Vater nach Santiago, um die Aufnahmeprüfung des Seminars abzulegen. 1887 begann er ein Studium der Theologie und der griechischen Sprache und bekam Sprachunterricht im Priesterseminar. Der neu ernannte Erzbischof von Santiago, Mariano Casanova y Casanova, schickte ihn mit einigen anderen Studenten nach Rom, um dort das Studium am Päpstlichen lateinamerikanischen Kolleg „Pius“ und an der Päpstlichen Universität Gregoriana fortzusetzen.
Trotz einer schweren Lungenkrankheit empfing er am 20. Dezember 1890 das Sakrament der Priesterweihe. Er promovierte zum Doktor der Theologie an der Päpstlichen Universität Gregoriana. 1891 kehrte er nach Chile zurück, als das Land von einem Bürgerkrieg zerrissen war. Er lehrte Philosophie am Seminar in Santiago und war als Seelsorger in mehreren Krankenhäusern und Pfarreien tätig, unter anderem als Pfarrer in Mamina von März bis Dezember 1899. Im Jahre 1900 kehrte er als Professor der Theologie in das Seminar zurück.

### Bischof
Papst Pius X. ernannte ihn am 6. Mai 1911 zum Apostolischen Vikar von Tarapacá und am 5. Januar 1912 zum Titularbischof von Mylasa. Der Apostolische Internuntius in Chile, Enrico Sibilia, spendete ihm am 28. April desselben Jahres in der Metropolitankathedrale von Santiago de Chile die Bischofsweihe, Mitkonsekratoren waren Luis Izquierdo Vargas, Bischof von Concepción, und Miguel Claro Vázquez, Weihbischof in Santiago de Chile. Als Wahlspruch wählte er Deus refugium nostrum et virtus („Gott ist uns Zuflucht und Stärke“. Psalm 46,2 ).
Papst Pius XI. ernannte ihn am 14. Dezember 1925 zum Bischof von La Serena. Dort schrieb er die meisten seiner Bücher. Mit der Erhebung von La Serena zum Erzbistum wurde José María Caro am 20. Mai 1939 dessen erster Erzbischof.
Am 14. Oktober 1939 wurde er zum Erzbischof von Santiago ernannt. Als solcher war er die treibende Kraft hinter dem Bau der Votivkirche Templo Votivo de Maipú (Basilika Unserer Lieben Frau vom Berge Karmel) als Dank für den Sieg über das spanische Heer im Unabhängigkeitskrieg.
Am Tag seiner Ernennung zum Erzbischof stattete er dem Präsidenten, Pedro Aguirre Cerda, Mitglied der antiklerikalen und freimaurerisch geprägten Radikalen Partei, einen offiziellen Besuch ab. Es gelang ihm, die Beziehungen zur antiklerikalen und liberalen Regierung, die Chile in diesen Jahren regierte, zu normalisieren. Er förderte das karitative Werk Hogar de Cristo des Jesuiten Alberto Hurtado (1901–1952, 2005 heiliggesprochen). Als dieser starb, betete er den Angelus Domini.

### Kardinal
Am 23. Dezember 1945 wurde bekannt, dass Papst Pius XII. Erzbischof Caro Rodríguez im Konsistorium im Februar nächsten Jahres zum Kardinal ernennen werde. Am 18. Februar 1946 nahm er ihn als ersten Chilenen als Kardinalpriester pro hac vice mit der Titelkirche Santa Maria della Scala in das Kardinalskollegium auf.
Er nahm am Konklave 1958 teil. Am 4. Dezember desselben Jahres empfing er, an Lungenentzündung erkrankt, die Krankensalbung. José María Caro Rodríguez starb tags darauf um 13.20 Uhr in Santiago de Chile im Alter von 92 Jahren. Seine sterblichen Überreste ruhen in einer Kapelle im rechten Seitenschiff der Catedral Metropolitana de Santiago. Bis April 2006 befanden sich seine sterblichen Überreste in der neuen erzbischöflichen Krypta der Catedral Metropolitana de Santiago.
Kardinal Caro Rodríguez war Träger zahlreicher Orden von ausländischen Regierungen.
Sein Seligsprechungsprozess wurde 1968 eingeleitet.

## Schriften
- Fundamentos de la Fe
- Porque Creo
- El Matrimonio Cristiano
- El Misterio de la Masonería
- La Iglesia y los Obreros